# Гілевич Адель Григорівна
Адель Григорівна Гілевич — українська художниця.
Відома як ілюстраторка дитячих книжок у 1960-1980-ті рр. для видавництва «Веселка».

## Творчість
Адель Гілевич, зокрема, ілюструвала:
- Галина Демченко. Варвара. Київ, Веселка, 1965.
- Лариса Письменна. Жар-пташенята. Київ, Веселка, 1967 [Архівовано 11 лютого 2015 у Wayback Machine.],
- Майк Йогансен. Кіт Чудило. Київ, Веселка, 1968 [Архівовано 8 січня 2015 у Wayback Machine.],
- Зимівля звірів. Народна казка в літературній обробці Г.Косинки. Київ, Веселка, 1969 [Архівовано 8 січня 2015 у Wayback Machine.].
- Юрій Старостенко. Лісові розмови. Київ, Веселка, 1970.
- казку «Пан Коцький», Київ, Веселка 1971[1].
- Михайло Стельмах. Літо-літечко. Київ, Веселка, 1972.
- Яніна Дягутіте. Сон совенятка. Київ, Веселка, 1973.
- Ходи, сонку, в колисоньку. Київ, Веселка, 1975. [Архівовано 28 січня 2015 у Wayback Machine.]
- цикл віршованих оповідань Наталі Забіли «Ясоччина книжка», 1976.
- Курочка Ряба. Українські народні казки та пісенька. Київ, Веселка, 1977. [Архівовано 13 березня 2016 у Wayback Machine.]
- Степан Руданський. Вовки. Київ, Веселка, 1980.
- Книжку Вадима Крищенка «Наш дім» (1981)[2]
- Любов Забашта. Пісня зеленого лісу. Київ, Веселка, 1983. [Архівовано 11 лютого 2015 у Wayback Machine.]

Творчість Аделі Гілевич приведена як приклад книжкової ілюстрації у статті Г. П. Ткачук «Дитяча книжка — необхідна база розвитку інтересу до самостійного читання»